# Chu Mu-yen
Chu Mu-yen (chinês tradicional: 朱木炎; pinyin: Zhū Mùyán) é um taekwondista taiwanês, vencedor da segunda medalha de ouro do país em Jogos Olímpicos, no mesmo dia da vitória de Chen Shih-Hsin, também do taekwondo, nos Jogos da Atenas. Nos Jogos de Pequim, Chu ficou na terceira posição, derrotado o tailandês Chutchawal Khawlaor na disputa do bronze. O atleta ainda possui o título do Campeonato Mundial de Taekwondo de 2003.